# 1935年の大阪野球倶楽部
1935年の大阪野球倶楽部（1935ねんのおおさかやきゅうくらぶ）では、1935年の大阪野球倶楽部における動向をまとめる。

## 概要
1934年12月26日に現在の読売ジャイアンツである大日本東京野球倶楽部が発足し、職業野球勃興の気運が高まっていた。この気運の高まりを受けて、大阪では全国中等学校優勝野球大会（現在の全国高等学校野球選手権大会）誘致でライバル関係にあった阪急電鉄・阪神電鉄が職業野球の球団を持つべく準備を進めていたが、阪神が阪急に先駆けて、1935年12月10日に創立総会を開き、大阪野球倶楽部の経営母体となる株式会社大阪野球倶楽部を創立した。創立後の活動として、選手を全国的に集めて、翌1936年4月に創立メンバーの陣容を発表し、本拠地に甲子園球場を使用する意向であることが表明された。
大日本東京野球倶楽部は1935年2月から第1回アメリカ遠征を行ったが、その際にニューヨーク・ジャイアンツを参考にして「東京ジャイアンツ」と名乗っていた。阪神電鉄では懸賞付きで社内からチーム名を募集し、チーム名が「大阪タイガース」に決まったのは1ヶ月後、1936年1月10日のことだった。

## できごと
- 10月1日 - 大阪野球倶楽部準備委員会発足[4]
- 12月10日 - 大阪野球倶楽部が発足